# Guo Qing
Pour les articles homonymes, voir Guo.
Guo Qing est une taekwondoïste chinoise née le 16 mai 2000 dans le Guangdong.
Elle a remporté la médaille d'argent des moins de 49 kg aux Jeux olympiques d'été de 2024, organisés à Paris.

## Palmarès
- Jeux olympiques :
  -  Médaille d'argent des moins de 49 kg aux Jeux olympiques d'été de 2024